# هاري تايلور (لاعب هوكي جليد)
هاري تايلور هو لاعب هوكي جليد كندي، ولد في 28 مارس 1926، وتوفي في 16 نوفمبر 2009.

## وصلات خارجية
- هاري تايلور على موقع دوري الهوكي الوطني (الإنجليزية)
- هاري تايلور على موقع قاعة مشاهير الهوكي (لاعب أن.إتش.أل) (الإنجليزية)
- هاري تايلور على موقع EliteProspects.com (الإنجليزية)
- هاري تايلور على موقع HockeyDB.com (الإنجليزية)
- هاري تايلور على موقع Hockey-Reference.com (الإنجليزية)